# Kwong Wah
Kwong Wah (nacido el 19 de noviembre de 1961) es un actor de televisión y cantante de Hong Kong que trabaja actualmente para la cadena televisiva TVB. Es muy conocido por sus interprertaciones sobre personajes chinos históricos como Lao Ai (un paso en el pasado), Xiang Yu (Historia del Conquistador), Tang Sanzang (Viaje al Oeste), el emperador Tang Xuanzong (La leyenda de la Dama Yang) , el emperador Yongzheng (El Rey de ayer y de mañana) y el emperador Qianlong (Happy Ever After).

## Filmografía
- Journey to the West (1996)
- Journey to the West II (1998)
- Happy Ever After (1999)
- Ups and Downs (2000)
- Crimson Sabre (2000)
- The Legend of Lady Yang (2000)
- A Step into the Past (2001)
- The King of Yesterday and Tomorrow (2003)
- The Conqueror's Story (2004)